# Deux personnages fantastiques
Deux personnages fantastiques (ou simplement Personnages) est une sculpture monumentale de Joan Miró. C'est l'une des œuvres d'art de la Défense, en France.

## Description
L'œuvre est située sur la Place de la Défense, devant le centre commercial Les Quatre Temps.
Elle représente deux personnages d'une douzaine de mètres de haut, en résine de polyester, peints en bleu, rouge et jaune.

## Historique
L'œuvre est inaugurée en 1976.